# Vrmac-Tunnel
Der 1637 m lange Vrmac-Tunnel ist ein Straßentunnel in der Nähe der Stadt Kotor im Südwesten Montenegros. Er durchquert den Berg Vrmac, der in der Bucht von Kotor zwischen Kotor und Tivat liegt. Das Nordportal liegt in Kotor während der das Südportal etwas nordöstlich von Tivat liegt.

## Bau
Aufgrund der verkehrstechnischen Bedeutung des Tunnels wurde er 1991 bereits in einem halbfertigen Zustand für den Verkehr freigegeben, da auf absehbare Zeit keine Gelder für die vollständige Fertigstellung zur Verfügung standen. Von 2004 bis Anfang 2007 wurde der Tunnel dann von der österreichischen Baufirma Strabag vollständig ausgebaut. Seitdem entspricht er europäischen Standards.

## Bedeutung
Der Vrmac-Tunnel spielt eine wichtige Rolle für die Verkehrsanbindung der Bucht von Kotor nach Tivat, da vor dem Bau des Tunnels lediglich eine kurvenreiche enge Passstraße über den Vrmac bzw. eine noch engere Straße am Fuß des Vrmac entlang der Bucht von Kotor bestand.